# Baltazar Hinojosa Ochoa
Baltazar Manuel Hinojosa Ochoa (Brownsville, Texas; 13 de septiembre de 1963) es un político mexicano, miembro del Partido Revolucionario Institucional. Licenciado en Economía por la Universidad de Monterrey.

## Carrera política
Miembro del Partido Revolucionario Institucional desde 1981. Fue miembro del Consejo Político Nacional de ese instituto político y miembro de su Comisión Política Permanente. Miembro del Consejo Político Estatal del PRI en Tamaulipas y Consejero Político Municipal del mismo partido en Matamoros.
Fue subsecretario de Egresos del estado de Coahuila de 1993 a 1999.
También fue director general del Fideicomiso de la Liga de Economistas Revolucionarios de la República Mexicana, Secretario de Finanzas del Comité Ejecutivo Nacional y Subsecretario de la Coordinación Regional Norte de ese organismo.
Hinojosa Ochoa pasó a formar parte del equipo del gobierno estatal de Tamaulipas al ser nombrado nombrado Secretario de Desarrollo Social del Gobierno de Tamaulipas, donde fungió de abril a diciembre de 2000, y posteriormente fue Secretario de Educación, Cultura y Deporte del Estado de Tamaulipas hasta febrero de 2003.

### Secretaría de Agricultura, Ganadería, Desarrollo Rural, Pesca y Alimentación .
El 4 de abril de 2018, el presidente Enrique Peña Nieto nombró a Baltazar Hinojosa Ochoa como Secretario de Agricultura, Ganadería, Desarrollo Rural, Pesca y Alimentación, cargo que desempeñó hasta el término del mandato presidencial.
Como titular de la SAGARPA, Baltazar Hinojosa asistió a la Reunión de Ministros de Agricultura del G20, la cual se llevó a cabo en Argentina, en donde se logró fortalecer la cooperación científica y técnica para el desarrollo de una agricultura sustentable y competitiva.

### Candidato a Gobernador
Hinojosa fue el primero de los miembros del PRI en declararse aspirante a la candidatura para gobernador de Tamaulipas en 2016 durante un banquete el 21 de noviembre de 2015, siendo el seleccionado para llevar a cabo esta labor. Eventualmente obtuvo la nominación de su partido a la candidatura a Gobernador de Tamaulipas por el PRI, convirtiéndose eventualmente en el primer candidato priista en perder la elección al puesto de gobernador en el Estado de Tamaulipas. De acuerdo a los sondeos, Hinojosa quedó en segundo lugar con aproximadamente 15 puntos porcentuales detrás del ganador.

### Diputado federal en la LXIII Legislatura
A partir del 1 de septiembre de 2015 es diputado federal en la LXIII Legislatura del Congreso de la Unión de México, siendo nombrado como presidente de la Comisión de Presupuesto y Cuenta Pública e integrante de Ganadería, Hacienda y Crédito Público el 30 de septiembre y posteriormente llevándose a cabo la instalación de la Comisión el 7 de octubre de 2015.
En el mes de noviembre de 2015, expresó abiertamente su aspiración a gobernar el Estado de Tamaulipas. En ese mismo mes y año se reúne con otros aspirantes a la gubernatura (Ramiro Ramos Salinas, Enrique Cárdenas del Avellano) y líderes políticos regionales (Álvaro Garza Cantú) proyectando consensos en torno a su intención.
En el año 2016 fue nombrado Presidente de la Comisión de Infraestructura en la Cámara de Diputados.

### Secretario de Organización del Comité Ejecutivo Nacional del PRI
El 23 de abril de 2015 fue nombrado Secretario de Organización del Comité Ejecutivo Nacional del Partido Revolucionario Institucional (PRI), entregando oficina el 12 de octubre de 2015.

### Director de ASERCA
El 10 de diciembre de 2012 fue nombrado como director en jefe de la Agencia de Servicios a la Comercialización y Desarrollos de Mercados Agropecuarios (ASERCA), órgano desconcentrado de la SAGARPA, por Enrique Martínez y Martínez bajo instrucciones del Presidente de la República Enrique Peña Nieto, terminando su gestión el 28 de febrero de 2015.

### Presidente Municipal de H. Matamoros
En 2005 fue elegido Presidente Municipal de Matamoros, durante su administración recibió del Presidente de la República, Vicente Fox Quesada, el Premio Hábitat 2006 por el diseño y operación del Relleno Sanitario Regional de Matamoros, el cual fue evaluado por el Centro de Investigación y Docencia Económicas. (CIDE)
Fue además en el 2012 coordinador de la Primera Circunscripción regional electoral del entonces candidato presidencial priista, Enrique Peña Nieto.

## Salud
Baltazar Hinojosa padece Síndrome de Guillain-Barré, un trastorno neurológico autoinmune, que lo ha obligado a ser hospitalizado en 2013.